# 新竹市東區東園國民小學
新竹市東區東園國民小學（簡稱東園國小）是位於台灣新竹市東區園後街25號的一所國民小學，在1952年成立，現任校長為曾玉蓮。

## 歷史
- 1952年8月1日該校創立
- 1953年7月20日遷至現址上課
- 1968年8月1日更名為新竹縣新竹市東園國民小學
- 1977年9月1日體操館竣工

## 面積
佔地大約3.1公頃。

## 校長
- 第一任：劉清本先生（1952.8.1～1967.4.23）
- 第二任：劉玉華女士（1967.4.24～1980.4.1）
- 第三任：李文玉先生（1980.4.2～1986.7.23）
- 第四任：張炳智先生（1986.7.24～1992.7.31）
- 第五任：戴國柱先生（1992.8.1～1997.7.31）
- 第六任：傅雲鳳先生（1997.8.1～1999.2.25）
- 第七任：蔡英女士（1999.2.26～2007.2.1）
- 第八任：吳雅美女士(2007.2.1～2011.1.31)
- 第九任：王美珍女士（2011.2.1～2012.1.31）
- 代理校長：陳碧滿主任代理（2012.2.1～2012.7.31）
- 第十任：陳彩文女士（2012.8.1~2018.7.31）
- 第十一任(現任)：曾玉蓮女士（2018.8.1~現今）

## 重要社團
- 東園國小弦樂團
- 合唱團
- 棒球隊
- 羽球隊
- 桌球隊

## 學生人數
110學年度 國小部83班,特教班1班,幼兒園4班,學生共2177人。

## 各樓簡介
| 大樓名稱   | 樓層                                         | 介紹                                                                     | 備註                                     |  |
| ---------- | -------------------------------------------- | ------------------------------------------------------------------------ | ---------------------------------------- |  |
| 迎星樓     | 地上3層                                      | 已有37年歷史。                                                           | 曾進行耐震補強工程。                     |  |
| 群英樓     | 地上3層，地下1層（為桌球室）                 | 民國80年代（1990年代）間興建。                                           | 本棟大部份是給6年級的班級使用。          |  |
| 希望樓     | 地上3層                                      | 於2010年重新興建完成，拆除前的希望樓共2層。                              | 本棟一樓給幼兒園使用。                   |  |
| 勤學樓     | 地上4層，地下1層(為電腦教室、弦樂團團練教室) |                                                                          |                                          |  |
| 書香樓     | 地上2層                                      | 在升旗台後方。                                                           | 本棟前面就是操場。                       |  |
| 向陽樓     | 地上3層                                      | 1樓是停車場；2樓供1年級班級使用；3樓是英語教室兩間(2011年資料)。         |                                          |  |
| 圖書館大樓 | 地上2層，地下1層                             | B1有律動教室；1樓有圖書室；2樓有校長室、大辦公室、溫馨小站、戶外閱讀區。 | 2013年1樓、2樓圖書館曾進行耐震補強工程。 |  |
| 體操館     | 地上1層                                      |                                                                          |                                          |  |

## 知名校友
- 林智堅：第9、10屆新竹市市長[1][2]
- 黃文華：東森新聞台主播[1][2]

## 校景

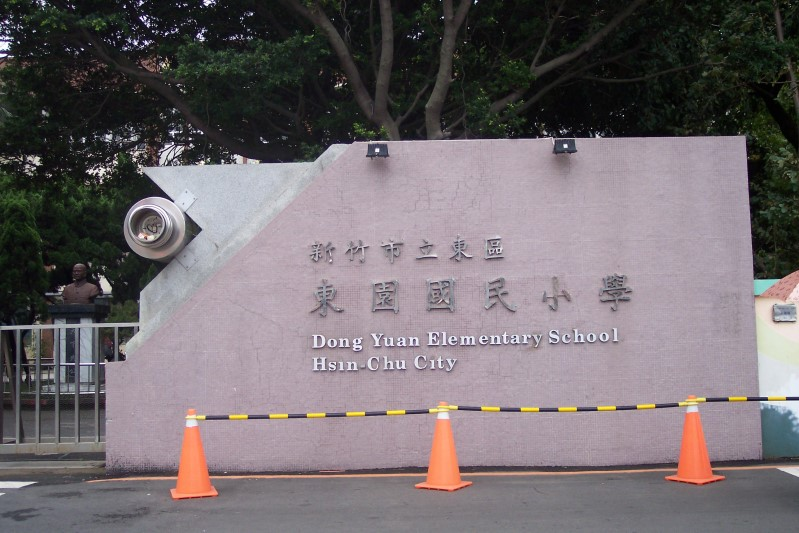
102.7前東園國小前門
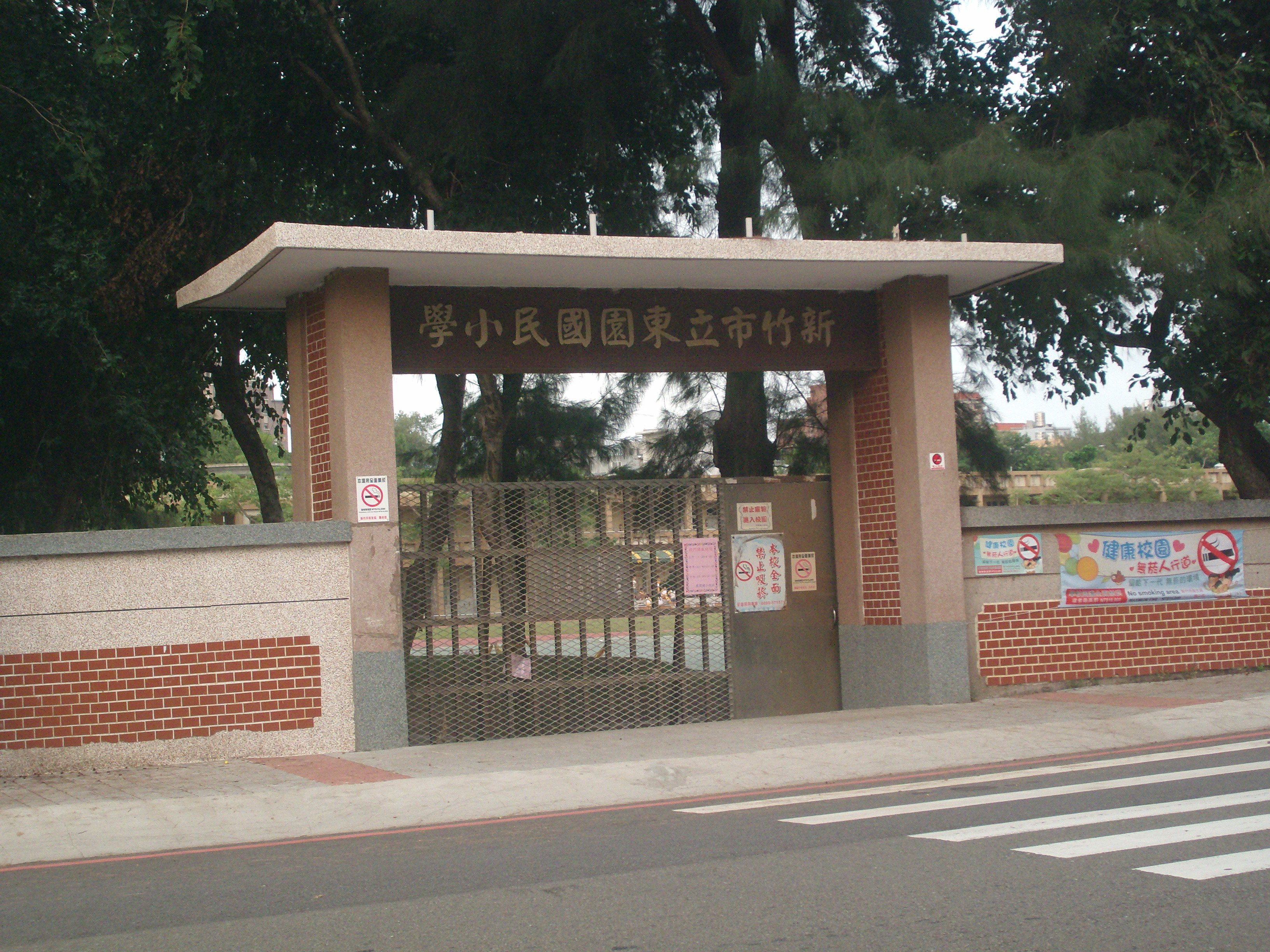
現今東園國小後門
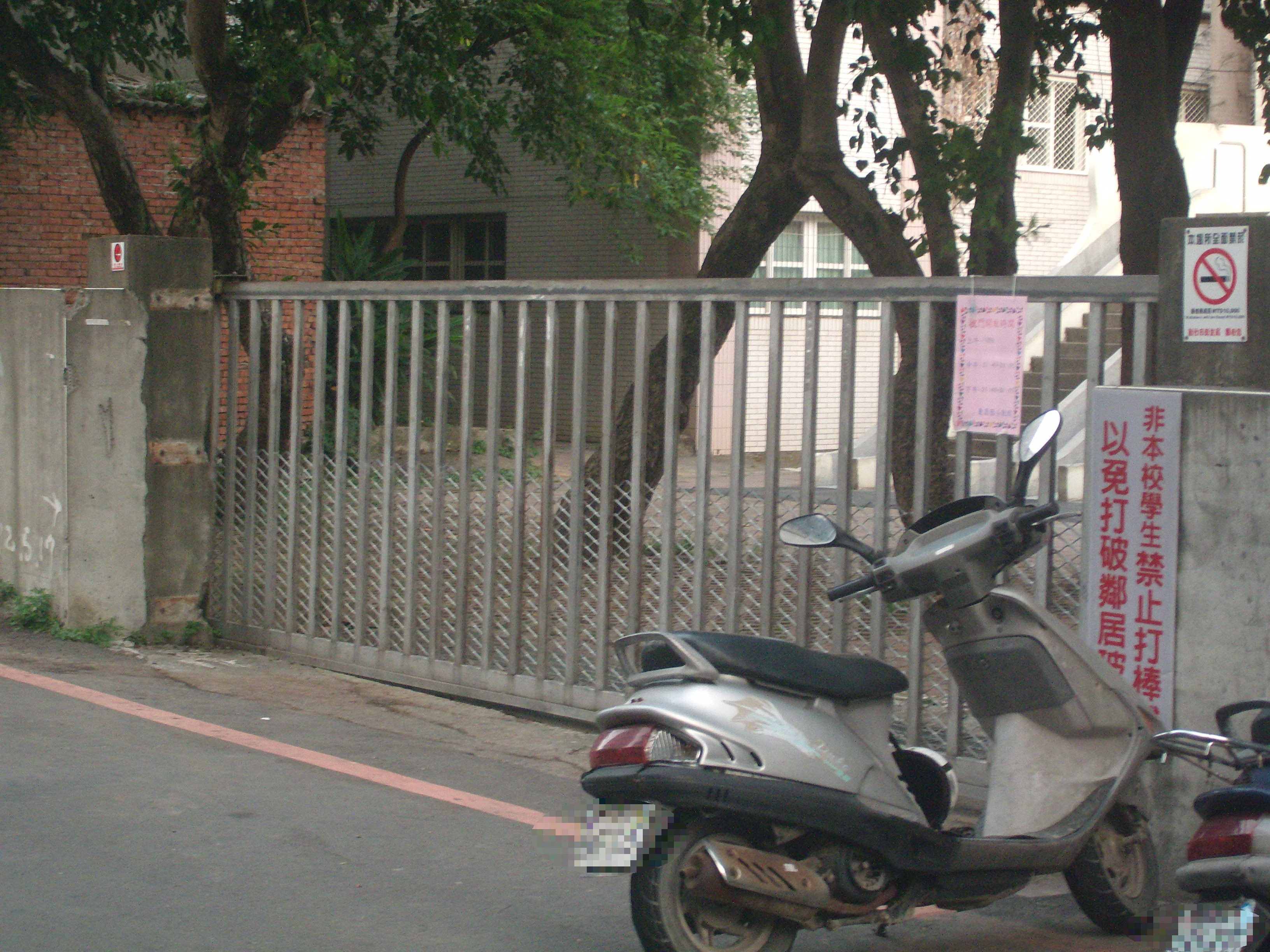
現今東園國小側門二
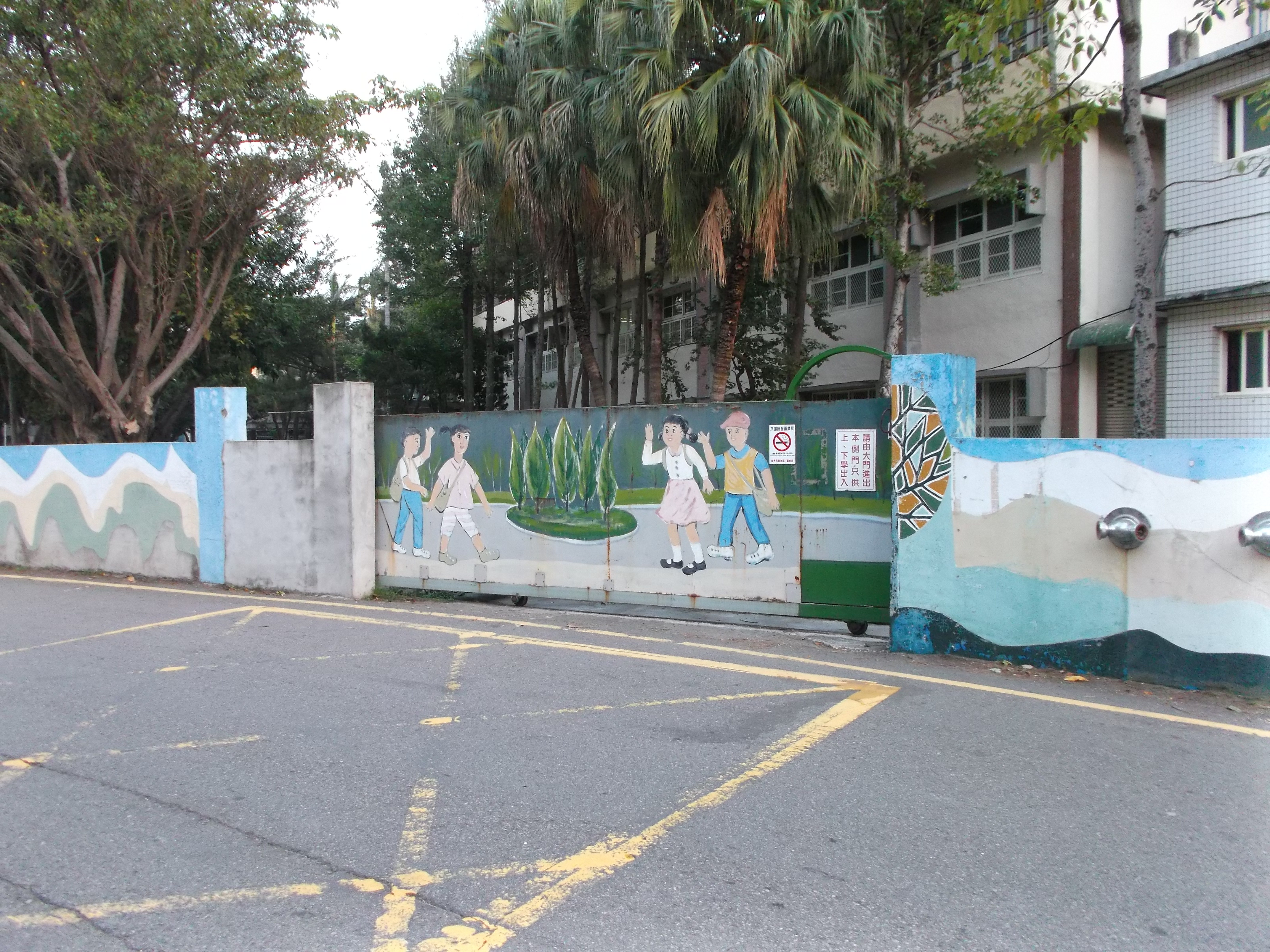
102學年度前的東園國小側門二
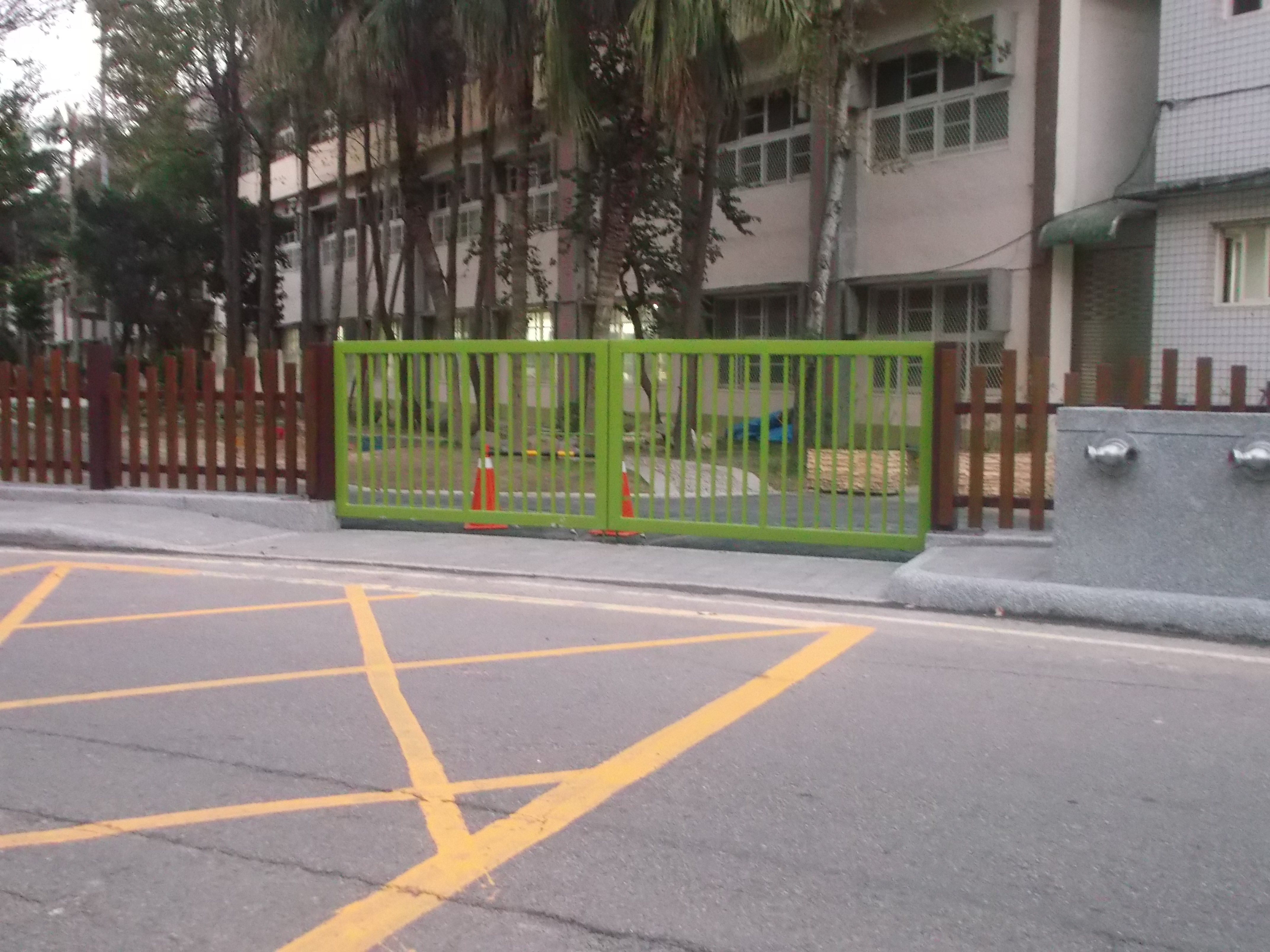
現今東園國小側門一
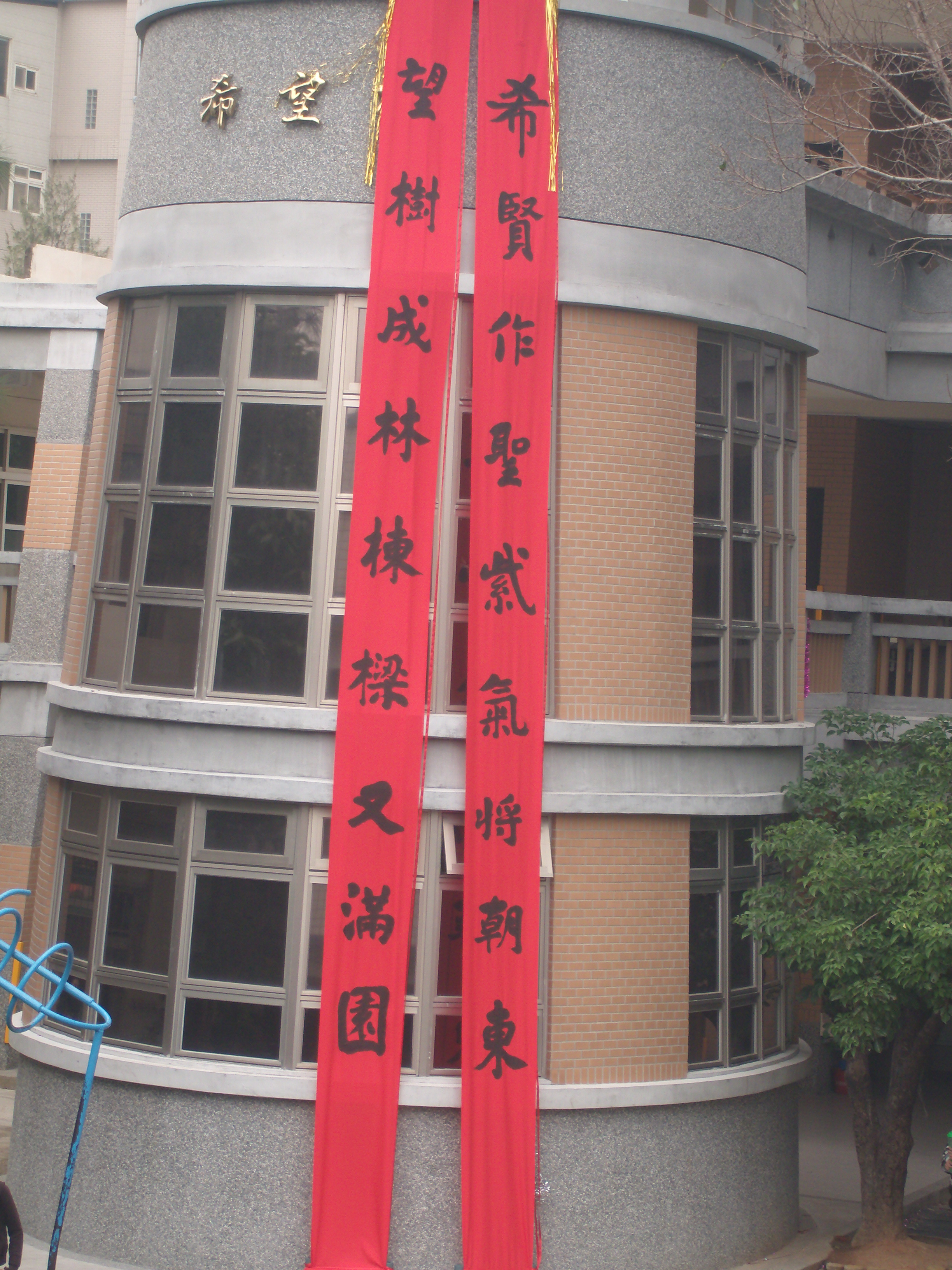
希望樓(58週年校慶時拍攝)
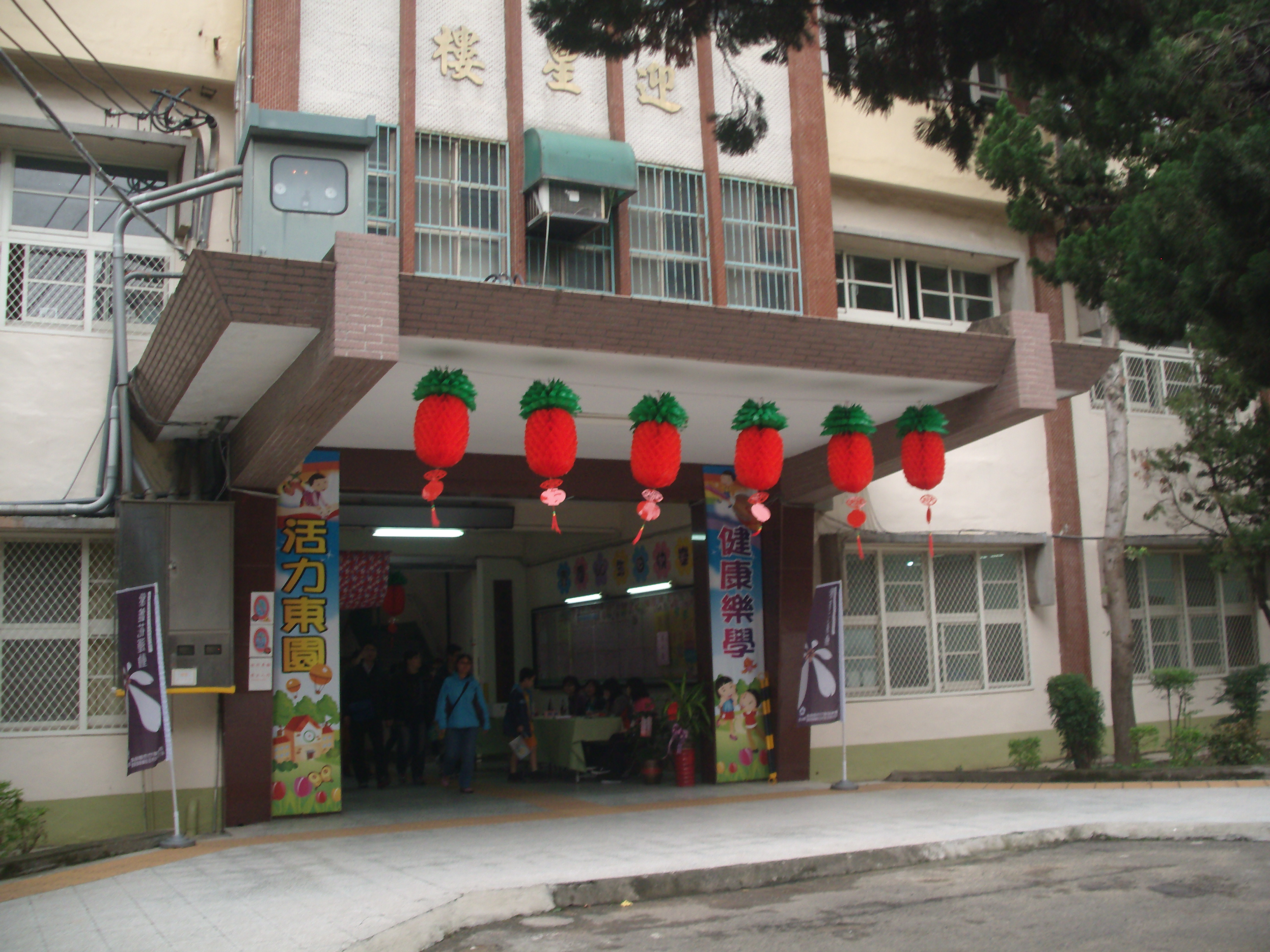
迎星樓
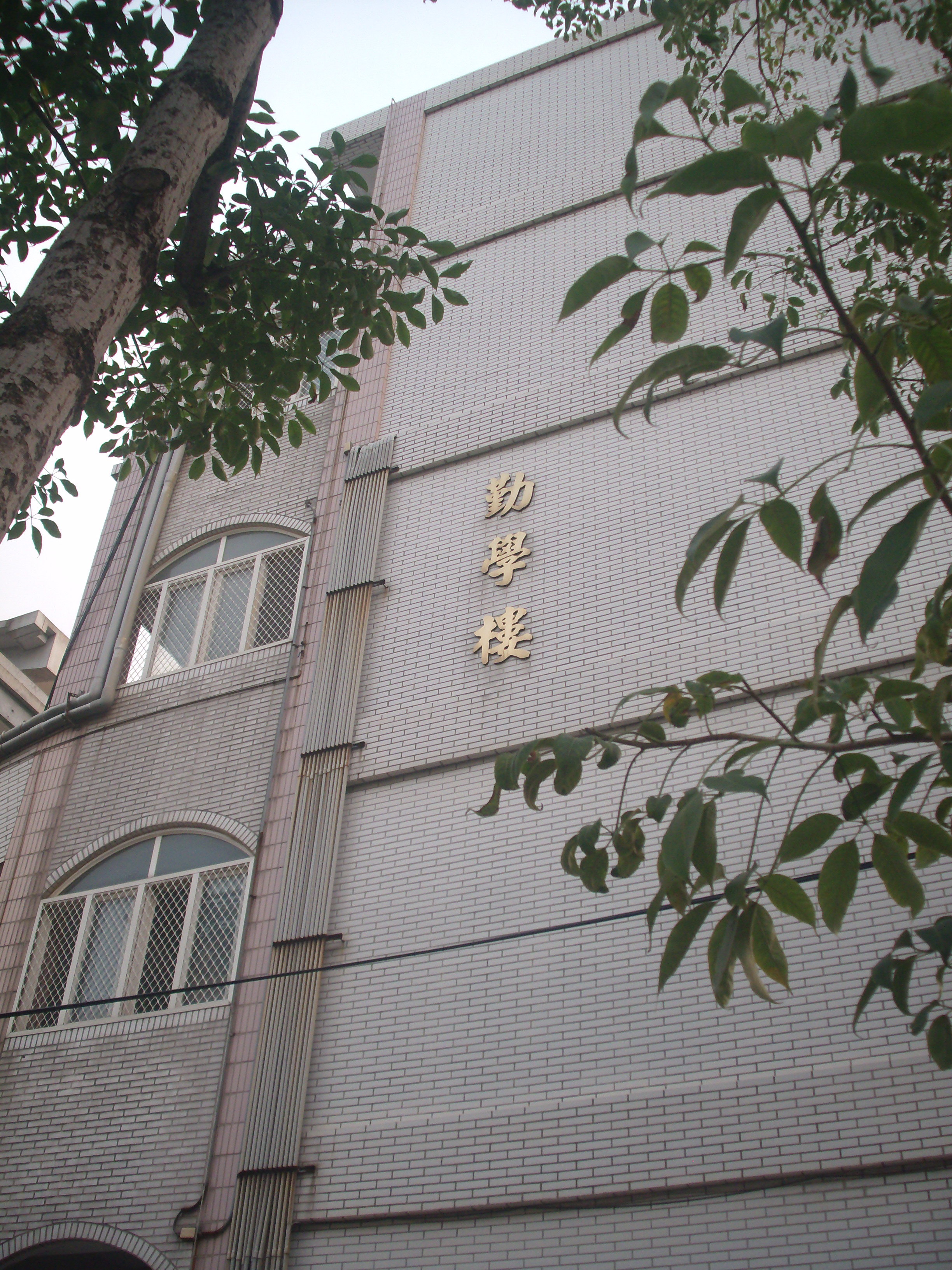
勤學樓
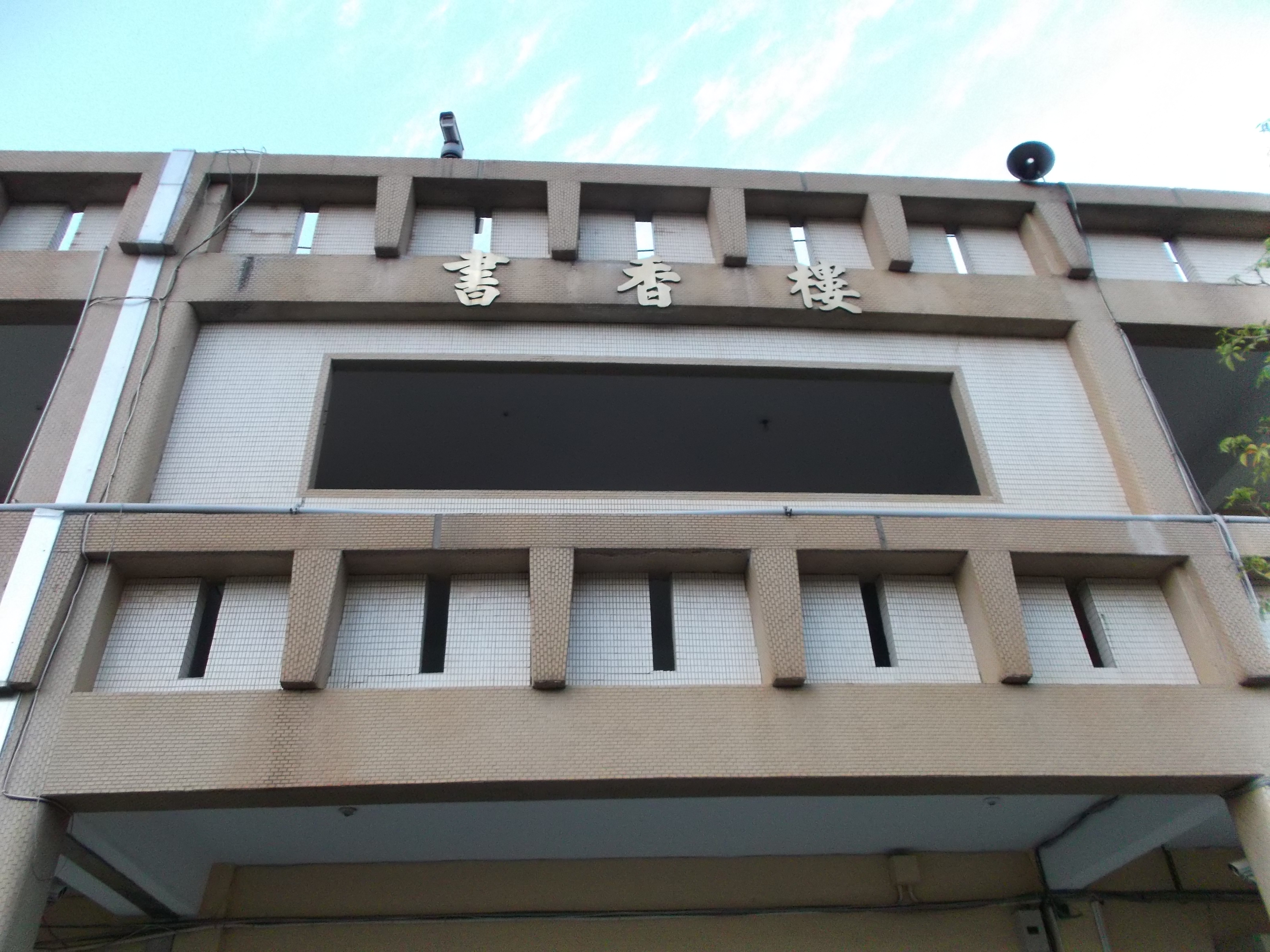
書香樓
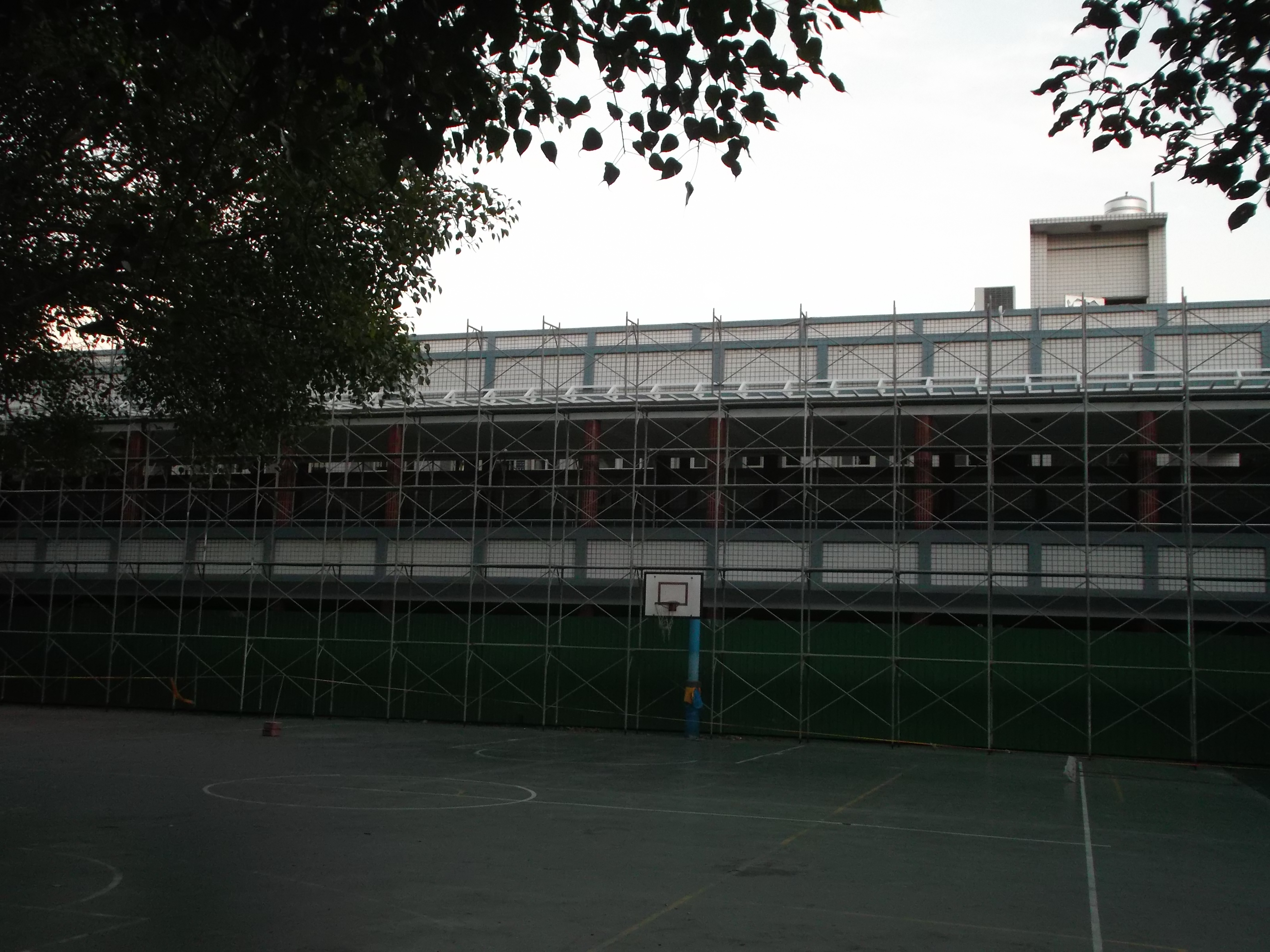
小操場籃球場及施工中的中廊

## 來源
- 東園國小資訊網 （页面存档备份，存于）
- 優學網 （页面存档备份，存于）
- 東園營養午餐網

## 外部連結
- 中文世界大典-新竹市東區東園國民小學